# Vivian Maier
Vivian Maier (Nova York, 1 de febrer de 1926 - Chicago, 21 d'abril de 2009) va ser una fotògrafa estatunidenca. La seva obra, especialment focalitzada en la vida quotidiana del carrer, va causar una enorme repercussió gràcies a col·leccionistes nord-americans i, avui dia, l'autora ha obtingut una gran popularitat entre el públic i la crítica a nivell internacional.

## Biografia
Filla de la francesa Maria Jaussaud Justin i l'austríac Charles Maier, Vivian Maier va néixer a Nova York, malgrat que posteriorment passaria gran part de la seva joventut a França.
El lloc de residència durant la seva infància s'alternava constantment entre França i els Estats Units. Cap al 1930, quan Maier tenia tan sols quatre anys, el seu pare va abandonar la familia. Juntament amb la seva mare, va conviure una temporada amb una pionera de la fotografia, l'autora surrealista Jeanne J. Bertrand, que potser li va desvetllar un gran interès vocacional pel món de la fotografia.
L'any 1951, amb 25 anys i sense la seva mare, es va traslladar a Nova York i va començar a treballar com a mainadera, feina que va continuar professionalment durant la resta de la seva vida. L'any següent va adquirir la seva cèlebre càmera Rolleiflex.
El 1956 es va mudar a Chicago, a una zona propera al Rogers Park. Allà, la familia per a la qual treballava li va permetre disposar d'un petit lavabo al costat de la seva habitació, que Maier va començar a fer servir com a cambra fosca. En aquesta època Vivian Maier s'inicia en la fotografia en color, utilitzant carrets Kodak i diversos tipus de càmeres reflex. A més, la temàtica de les fotografies de Maier evoluciona i se centra sobretot en graffittis i objectes abandonats en comptes d'en les ocupacions diàries de la gent.
A la dècada del 1980, Maier es va veure obligada a enfrontar-se amb la inestabilitat que suposava el fet de treballar de mainadera, havent de canviar de familia molt sovint. Això va impedir-li seguir revelant les seves imatges, de manera que els carrets sense revelar s'anaven acumulant progressivament. A finals de la dècada dels 90 i principis dels 2000, Maier va haver de guardar i emmagatzemar la seva càmera i les seves pertinences mentre intentava bregar el millor possible amb la situació de precarietat que estava experimentant. Finalment, va aconseguir treballar per a una família que li va permetre mantenir durant algun temps un petit estudi. Malgrat tot, al cap de poc temps es va veure novament immersa en una mala situació econòmica, fet que la va portar a vendre les seves fotografies, que van ser subhastades i finalment adquirides per John Maloof.

Maloof resumeix la descripció que feien d'ella algunes persones de les quals es va fer càrrec quan eren petites:
"Era socialista, feminista i crítica de cinema. Va aprendre anglès anant al teatre perquè l'apassionava. Tot sovint duia jaqueta i sabates d'home i un barret gran. Es passava el dia fent fotografies i després mai les ensenyava a ningú".'
Al desembre de l'any 2008, mentre caminava sobre gel, va caure per una claveguera i es va colpejar el cap. Va ser duta a un centre psiquiàtric a Oak Park (Illinois), on va morir als 83 anys.

## Arxiu fotogràfic
L'any 2007, John Maloof estava cercant informació per tal d'escriure un llibre d'història sobre Chicago NW Side, anomenat Portage Park, i acudí a una subhasta en la qual va comprar un arxiu de fotografies per uns 380 UDS. La casa de subhastes havia adquirit les pertinences de Maier d'un magatzem guardamobles perquè ella havia deixat de pagar les quotes.
Maloof va començar a revisar la seva adquisició i la va descartar per a la seva investigació. Va decidir revelar-ne una part i vendre-la per Internet. Va ser aleshores quan el reputat crític i historiador de fotografia Allan Sekula es va posar en contacte amb ell per evitar que seguís dispersant aquell material prodigiós i ple de talent. Maloof, conscient aleshores del tresor que havia rescatat pràcticament d'entre les deixalles, va iniciar un minuciós treball d'investigació, recuperació i protecció de l'arxiu de Vivian Maier. Aquell projecte va motivar-lo a realitzar fotografies similars a les de l'autora. Va comprar la mateixa càmera Rolliflex que tenia Maier i va anar als mateixos llocs per fer fotografies. Va investigar sobre la vida de la fotògrafa i va localitzar una botiga anomenada Central Camera en la qual Vivian acostumava a comprar rotlles de pel·lícula.
Gràcies a la familia Gensburg, per a la qual Vivian havia treballat durant disset anys, Maloof va poder recuperar dos calaixos sencers que estaven a punt de ser llençats. Contenien correspondència, retalls de diaris i carrets fotogràfics a color. Dels 100.000 negatius, uns 20.000 o 30.000 encara estaven als carrets sense revelar des de 1960 o 1970, de manera que John Maloof els va poder revelar. Els negatius que la pròpia Vivian havia revelat estaven col·locats en tires i presentaven la data i la localització de la fotografia escrites en francès. Maloof va buscar més informació a Internet i va trobar que l'autora havia mort dos dies abans de la cerca.
Al novembre de 2010 s'havien escanejat 10.000 negatius i quedava pendent escanejar-ne uns 90.000 més. També hi havia centenars de carrets en blanc i negre i uns 700 carrets en color que calia revelar encara.

## Les seves fotografies
Gelosa de la seva intimitat, mai no va mostrar les seves imatges, que sempre semblen el resultat de la curiositat i l'emoció. En molts casos ni ella mateixa en va veure el resultat, perquè malgrat que en algunes èpoques va poder disposar d'una precària cambra fosca muntada al bany, les seves possibilitats econòmiques eren reduïdes, de manera que només hi ha 5.000 fotografies revelades dels 120.000 negatius que componen el seu arxiu.
La major part de la seva obra mostra escenes quotidianes dels carrers de Chicago i Nova York del 1950 al 1990, amb una mirada capaç de trobar el valor en imatges banals i personatges quotidians. Hi són temes habituals les persones que es troben al marge de la riquesa, els nens, les minyones... tot i que el fet que ella mateixa formés part de l'anònim i invisible exèrcit de servents, li va permetre de vegades captar primeríssims plans de senyores burgeses i cèlebres actors. En les seves fotografies hi ha també el gust per experiments més formals, gairebé abstractes, jugant amb la llum, les línies geomètriques i els reflexos. «Té un domini increïble de la llum. Es pot veure desenvolupant-se a través del seu treball», afirma Maloof.
Les seves imatges mostren una realitat quotidiana i uns personatges a qui la càmera mira d'igual a igual, amb una dolçor aparent que sovint contrasta amb la duresa de la realitat que reflecteix. Observadora com era, també feia molts autoretrats, i es mostrava a si mateixa reflectida en els aparadors i els miralls, o en les ombres que projectava a terra, sempre amb la càmera penjada al coll.

## Exposicions
- Finding Vivian Maier, 18 de novembre a 4 de desembre de 2010 a The Apartment Gallery (Apartment 02), Oslo, Noruega
- 15 de març a 30 d'abril de 2010 a Bruun's Galleri, Århus, Dinamarca
- Finding Vivian Maier: Chicago Street Photographer, 7 de gener a 3 d'abril de 2011 al Chicago Cultural Center
- Twinkle, twinkle, little star..., 27 de gener a 28 d'abril de 2011 a la Galerie Hilaneh von Kories, Hamburg, Alemanya
- Vivian Maier, Photographer, 15 d'abril a 18 de juny de 2011 a la Russell Bowman Art Advisory, Chicago, Illinois, Estats Units
- Vivian Maier - A Life Uncovered, 1 de juliol a 24 de juliol de 2011 al London Street Photography Festival, Londres
- Vivian Maier, Photographer, 18 de juliol de 2011 a l'11 de gener de 2012 a la Hearst Gallery, Nova York
- Vivian Maier - A Life Uncovered, 29 de juliol a 16 de setembre de 2011 a la Photofusion Gallery, Londres
- Vivian Maier, Photographer, 22 de setembre a 12 de novembre de 2011 a la Stephen Cohen Gallery, Los Ángeles, Estats Units
- 15 de desembre de 2011 a febrer de 2012 a la Steven Kasher Gallery, Nova York, Estats Units
- 15 de desembre de 2011 a 28 de gener de 2012 a la Howard Greenberg Gallery, Nova York, Estats Units
- Vivian Maier - Hosted by Tim Roth, 17 de desembre de 2011 a 28 de gener de 2012 a la Merry Karnowsky Gallery, Los Ángeles, Estats Units
- Vivian Maier - Photographs 27 de gener a 7 d'abril de 2012 a la Jackson Fine Art, Atlanta, Estats Units
- A la recherche de Vivian Maier («A la recerca de Vivian Maier»), 28 de juny a 3 de juliol de 2011, Saint-Julien-en-Champsaur; 5 de juliol a 5 d'agost de 2011 a la Gap Library, Gap, Hautes-Alpes, França
- Lo sguardo nascosto (La mirada oculta), 1 d'octubre a 15 de novembre de 2012, Brescia, Itàlia
- Vivian Maier - 26 d'abril a 29 de juny de 2013, Antwerp, Bélgica, Gallery51
- Vivian Maier - 8 de maig a 8 de juliol de 2013, Valladolid, Espanya, Sala Municipal de exposiciones de San Benito
- Vivian Maier - 15 d'octubre a 12 de desembre de 2015, Santiago, Chile, Centro Cultural Las Condes
- Vivian Maier - Street photographer - 9 de juny a 16 d'agost de 2016, Madrid, Espanya, Fundació Canal
- Vivian Maier - In Her Own Hands - 6 de juny al 10 de setembre de 2016, Barcelona, Espanya, Fundació Foto Colectania[13]